# 8212 Naoshigetani
8212 Naoshigetani este un asteroid din centura principală de asteroizi.

## Descriere
8212 Naoshigetani este un asteroid din centura principală de asteroizi. A fost descoperit pe 6 martie 1995 la Kiyosato de Satoru Ōtomo. Asteroidul prezintă o orbită caracterizată de o semiaxă mare de 2,39 ua, o excentricitate de 0,15 și o înclinație de 3,0° în raport cu ecliptica.